# Нармонтас, Йонас Юстинович
Йо́нас Ю́стинович Нармо́нтас (14 сентября 1960) — советский гребец, бронзовый призёр Олимпийских игр. Заслуженный мастер спорта СССР (1981).

## Карьера
На Олимпиаде в Москве Йонас в составе восьмёрки выиграл бронзовую медаль.
В 1988 году Нармонтас в составе распашной четвёрки с рулевым участвовал в Олимпиаде, но в финал экипаж не прошёл.